# Петрашув
Петрашув (пол. Pietraszów, нім. Petershof) — село в Польщі, у гміні Добродзень Олеського повіту Опольського воєводства.
Населення — 243 особи (2011).
У 1975-1998 роках село належало до Ченстоховського воєводства.

## Демографія
Демографічна структура станом на 31 березня 2011 року:
|          | Загалом | Допрацездатний вік | Працездатний вік | Постпрацездатний вік |
| -------- | ------- | ------------------ | ---------------- | -------------------- |
| Чоловіки | 111     | 12                 | 77               | 22                   |
| Жінки    | 132     | 17                 | 78               | 37                   |
| Разом    | 243     | 29                 | 155              | 59                   |